# Juan Gianola
Juan Gianola   (Al final segle XVII - maig 1715), va ser un enginyer militar italià que va formar-se i desenvolupar la seva activitat professional en els territoris italians pertanyents a la corona hispànica, al costat dels millors enginyers del seu temps. Va treballar a Catalunya a finals del segle xvii i principis del segle xviii, primer per a la casa d'Àustria i després del canvi dinàstic, fins a la seva mort, per a l'exèrcit de Felip V. Mort el 14 o 15 de maig de 1715 al convent de Sant Francesc de Barcelona.

## Carrera Professional
Va adquirir la seva formació al Milanesat hispànic, rebent els ensenyaments dels principals matemàtics de la cort del virrei Leganès i dels grans enginyers de la monarquia dels Àustries, com ara Beretta i els seus col·laboradors Joseph Chafrion i Giuseppe Formenti. L'any 1691 era ajudant d'enginyer, i escrivia el general i enginyer Gaspare Beretta el mes de gener sobre la plaça d'Arona, al Piemont, i en els mesos d'agost i novembre, sobre la fortificació de Finale Ligure, a Gènova (Gatti).
Durant el setge de Barcelona (1697) l'enginyer Gianola va treballar a Barcelona, braç a braç, amb José Chafrion en les fortificacions de Barcelona. Possiblement arribà a Catalunya cap a 1693, procedent de Milà, juntament amb l'enginyer valencià Chafrion, en qualitat d'ajudant d'enginyer.
Gianola signà el mapa del setge de Barcelona de 1697 que va gravar l'any 1698 Francesc Gazan, que possiblement havia estat dissenyat pel mateix Chafrion abans de la seva mort.
De fet, entre els llibres que formaven la biblioteca de campanya de J. Gianola es trobava el llibre Escuela de Palas, obra de Chafrion, així com molts altres tractats matemàtics i militars, que denoten una gran formació tècnica com a enginyer.
Després de 1698 i de la mort de Josep Chafrion, el Principat va quedar sense enginyer major, i l'envellit Ambroggio Borsano va haver de continuar treballant al servei de l'exèrcit malgrat les seves xacres de salut i els problemes de visió que arrossegava de feia temps. Segurament Gianola fou un dels enginyers ajudants que l'assistiren en les tasques més feixugues.
S'ignora la destinació de Gianola després de 1698, si no va moure's de Catalunya possiblement abandonés Barcelona amb l'evacuació de les tropes hispàniques fidels a Felip V, després de la victòria austraicista dels aliats el 1705, com va fer també el militar i gravador Francesc Gazan.
Consta que Gianola treballà cap a 1705 a Sicília amb l'enginyer milanès Giuseppe Formenti. Segurament continuà treballant per a l'exèrcit de Felip V, és força possible que participés com enginyer en el setge de Barcelona, ciutat que coneixia prou bé, i de la que havia realitzat un detallat plànol anys abans.

## Mort
A la mort de Gianola, esdevinguda el 14 o 15 de maig de 1715 al convent de Sant Francesc de Barcelona, els marmessors del codicil del testament de Juan Gianola, van aixecar inventari dels seus béns, el 16 de maig de 1715. Els marmessors eren els militars Juan Batista de Merano, tinent coronel del regiment de Castella del segon batalló, i Gaetano Lazara, enginyer ordinari del rei. En la relació de béns destaquen remarcablement els llibres de la seva biblioteca, els seus instruments d'enginyer i en especial els seus treballs cartogràfics, dels quals es va fer càrrec, com a material sensible i patrimoni dels seus hereus, l'enginyer Lazara.

## Apunts sobre Giuseppe Formenti
Giuseppe Formenti (c.1650-1706) va ser deixeble i després ajudant de l'arquitecte militar Carlos de Grunenberg, que havia estat enviat per Felip V a Sicília per realitzar un informe sobre les places fortes de l'illa en 1684. Després del terratrèmol de 1693 s'ocupà de la restauració de les fortificacions d'Augusta.
Fou autor el 1705 d'una Descripzión de la isla de Sicilia y sus costas marítimas, l'autoria de la qual s'havia atribuït durant molt de temps a cert Pierre o Pedro del Callejo y Angulo, que en realitat havia plagiat Formenti en el seu treball, publicat en francés, i dedicat a l'emperador, Description de l'isle de Sicile, et de ses côtes maritimes, avec les Plans de toutes ses Forteresses par Pierre del Callejo y Angulo, publicat a Viena el 1719 per Jean van Ghelen.
Cal esmentar que l'impressor Jean van Ghelen va publicar el mapa del setge de Barcelona de Francesc Santacruz i Gener, enginyer militar català exiliat a Viena, que dibuixà el mapa de Barcelona magna parens, signat el 1716, publicat finalment a Viena el 1718 per ordre del Consell d'Espanya.

## Apunts sobre Gaetano Lazara
Gaetano Lazara va néixer a Palerm. Va servir com enginyer subaltern a Sicília abans de la seva cessió al duc de Savoia. En l'evacuació passà amb les tropes a Espanya, i va servir a Barcelona, assistint en les fortificacions (1713-1714). Signada la pau, en heretar d'un parent sicilià, retornà a la seva illa natal amb permís dels seus superiors. Mentre va estar a Sicília va fer tasques de documentació i espionatge, recollint plànols de totes les places militars. Quan l'exèrcit hispànic va desembarcar a Palerm, en el context de la guerra de la Quàdruple Aliança, s'hi va afegir. Va estar agregat al Cos d'enginyers amb l'aprovació de l'Intendent General José Patiño en qualitat d'enginyer segon. (Capel, 255) El seu fill Luis Lazara nasqué a Palermo, i va servir en el regne de Sicília com a enginyer voluntari. Cap a 1720 Pròsper de Verboom va proposar-lo per a enginyer extern si passava a Espanya, essent nomenat el 28.8.1720, i ascendit a sotstinent el 20.12.1720. Cap a 1727 formà part de la comissió de cinc enginyers nomenats pel Capità General de Catalunya per elaborar el projecte del Canal d'Urgell. Més tardanament, el 1744, informava de la situació de les fortificacions de Panamà (Capel, 255)